# Campeonato Mundial de Halterofilismo de 2022 - Até 71 kg feminino
A categoria até 71 kg feminino foi um evento do Campeonato Mundial de Halterofilismo de 2022, disputado em Bogotá, na Colômbia, nos dias 11 e 12 de dezembro de 2022.

## Calendário
Horário local (UTC-5)
| Dia            | Horário | Fase    |
| -------------- | ------- | ------- |
| 11 de dezembro | 09:00   | Grupo D |
| 11 de dezembro | 21:30   | Grupo C |
| 12 de dezembro | 11:30   | Grupo B |
| 12 de dezembro | 19:00   | Grupo A |

## Medalhistas
| Evento    | Ouro                | Ouro   | Prata                | Prata  | Bronze               | Bronze |
| --------- | ------------------- | ------ | -------------------- | ------ | -------------------- | ------ |
| Arranque  | Loredana Toma (ROU) | 119 kg | Angie Palacios (ECU) | 116 kg | Zeng Tiantian (CHN)  | 113 kg |
| Arremesso | Liao Guifang (CHN)  | 140 kg | Zeng Tiantian (CHN)  | 140 kg | Olivia Reeves (USA)  | 139 kg |
| Total     | Loredana Toma (ROU) | 256 kg | Zeng Tiantian (CHN)  | 253 kg | Angie Palacios (ECU) | 252 kg |

## Recordes
Antes desta competição, o recorde mundial da prova era o seguinte:
| Recorde         | Tipo      | Atleta             | Peso   | Local    | Data                  |
| Recorde Mundial | Arranque  | Padrão mundial     | 117 kg |          | 1 de novembro de 2018 |
| Recorde Mundial | Arremesso | Zhang Wangli (CHN) | 152 kg | Asgabade | 6 de novembro de 2018 |
| Recorde Mundial | Total     | Zhang Wangli (CHN) | 267 kg | Asgabade | 6 de novembro de 2018 |

Os seguintes novos recordes foram estabelecidos durante esta competição.
| Arranque | 119 kg | Loredana Toma (ROU) | Recorde mundial |

## Resultado
Os resultados foram os seguintes.
| Pos.              | Atleta                           | Grupo | Arranque (kg) | Arranque (kg) | Arranque (kg) | Arranque (kg)     | Arremesso (kg) | Arremesso (kg) | Arremesso (kg) | Arremesso (kg)    | Total |
| Pos.              | Atleta                           | Grupo | 1             | 2             | 3             | Resultado         | 1              | 2              | 3              | Resultado         | Total |
| ----------------- | -------------------------------- | ----- | ------------- | ------------- | ------------- | ----------------- | -------------- | -------------- | -------------- | ----------------- | ----- |
| Medalha de ouro   | Loredana Toma (ROU)              | A     | 113           | 117           | 119           | Medalha de ouro   | 133            | 137            | 140            | 4                 | 256   |
| Medalha de prata  | Zeng Tiantian (CHN)              | A     | 105           | 110           | 113           | Medalha de bronze | 135            | 140            | 144            | Medalha de prata  | 253   |
| Medalha de bronze | Angie Palacios (ECU)             | A     | 110           | 115           | 116           | Medalha de prata  | 132            | 136            | 140            | 5                 | 252   |
| 4                 | Liao Guifang (CHN)               | A     | 110           | 116           | 118           | 5                 | 140            | 147            | 147            | Medalha de ouro   | 250   |
| 5                 | Olivia Reeves (USA)              | A     | 103           | 103           | 106           | 9                 | 132            | 136            | 139            | Medalha de bronze | 245   |
| 6                 | Mari Sánchez (COL)               | A     | 108           | 111           | 113           | 4                 | 133            | 136            | 137            | 7                 | 244   |
| 7                 | Katherine Vibert (USA)           | A     | 103           | 106           | 109           | 8                 | 132            | 136            | 136            | 6                 | 242   |
| 8                 | Marie Fegue (FRA)                | A     | 105           | 110           | 114           | 6                 | 131            | 136            | 137            | 8                 | 241   |
| 9                 | Giulia Miserendino (ITA)         | A     | 103           | 107           | 110           | 7                 | 123            | 127            | 127            | 14                | 233   |
| 10                | Kristel Macrohon (PHI)           | B     | 95            | 100           | 104           | 10                | 125            | 128            | 128            | 9                 | 232   |
| 11                | Amanda Schott (BRA)              | B     | 100           | 103           | 104           | 11                | 122            | 123            | 125            | 11                | 228   |
| 12                | Laura Peinado (VEN)              | B     | 98            | 102           | 102           | 13                | 120            | 123            | 125            | 13                | 225   |
| 13                | Vanessa Sarno (PHI)              | B     | 90            | 96            | 99            | 16                | 125            | 128            | 128            | 10                | 224   |
| 14                | Sarah Davies (GBR)               | A     | 99            | 99            | 103           | 17                | 124            | 127            | 130            | 12                | 223   |
| 15                | Miku Ishii (JPN)                 | C     | 97            | 100           | 101           | 14                | 121            | 121            | 124            | 16                | 222   |
| 16                | Lisa Schweizer (GER)             | B     | 97            | 100           | 102           | 12                | 114            | 118            | 121            | 20                | 220   |
| 17                | Sumire Hashimoto (JPN)           | C     | 92            | 92            | 95            | 19                | 118            | 121            | 126            | 15                | 216   |
| 18                | Mun Min-hee (KOR)                | B     | 95            | 99            | 101           | 20                | 120            | 125            | 125            | 17                | 215   |
| 19                | Eygló Fanndal Sturludóttir (ISL) | C     | 90            | 94            | 98            | 25                | 115            | 119            | 123            | 18                | 213   |
| 20                | Nicole Rubanovich (ISR)          | B     | 95            | 95            | 98            | 21                | 111            | 116            | 119            | 22                | 211   |
| 21                | Daiana Serrano (DOM)             | B     | 90            | 95            | 95            | 22                | 115            | —              | —              | 23                | 210   |
| 22                | Tsabitha Alfiah Ramadani (INA)   | C     | 94            | 100           | 100           | 24                | 114            | 114            | 119            | 24                | 208   |
| 23                | Ilia Hernández (ESP)             | C     | 90            | 90            | 95            | 30                | 117            | 121            | 122            | 21                | 207   |
| 24                | Restu Anggi (INA)                | C     | 88            | 88            | 92            | 34                | 115            | 119            | 121            | 19                | 207   |
| 25                | Megan Trupp (CAN)                | D     | 91            | 95            | 98            | 18                | 110            | 110            | 110            | 30                | 205   |
| 26                | Kidaisha López (PUR)             | D     | 88            | 91            | 94            | 23                | 110            | 110            | 112            | 28                | 204   |
| 27                | Manon Angonese (BEL)             | C     | 88            | 91            | 91            | 28                | 110            | 112            | 113            | 25                | 204   |
| 28                | Janette Ylisoini (FIN)           | D     | 88            | 91            | 93            | 26                | 107            | 110            | 110            | 29                | 203   |
| 29                | Line Gude (DEN)                  | C     | 90            | 92            | 93            | 29                | 112            | 117            | 119            | 26                | 202   |
| 30                | Maximina Uepa (NRU)              | D     | 89            | 91            | 91            | 27                | 110            | 115            | 115            | 27                | 201   |
| 31                | Jutta Selin (FIN)                | D     | 87            | 89            | 91            | 31                | 108            | 111            | 111            | 32                | 197   |
| 32                | Lijana Jakaitė (LTU)             | D     | 88            | 91            | 91            | 32                | 109            | 111            | 111            | 31                | 197   |
| 33                | Tatiana Salas (CRC)              | D     | 83            | 83            | 88            | 33                | 103            | 103            | 103            | 33                | 191   |
| 34                | Rachael Enock (KEN)              | D     | 65            | 73            | 76            | 36                | 80             | 80             | 83             | 34                | 153   |
| 35                | Emma Imsirovic (BOT)             | D     | 60            | 62            | 65            | 37                | 70             | 76             | 80             | 35                | 138   |
| —                 | Alexis Ashworth (CAN)            | B     | 95            | 98            | 101           | 15                | 118            | 118            | 118            | —                 | —     |
| —                 | Elaheh Razzaghi (IRI)            | C     | 87            | 87            | 91            | 35                | 111            | 111            | 113            | —                 | —     |
| —                 | Chen Wen-huei (TPE)              | A     | —             | —             | —             | —                 | —              | —              | —              | —                 | —     |
| —                 | Mahassen Fattouh (LBN)           | C     | —             | —             | —             | —                 | —              | —              | —              | —                 | —     |